# 真野站
真野站（日语：／ Mano eki */?）是位於滋賀縣大津市真野，江若鐵道的鐵路車站（廢站）。
此站最接近真野濱泳灘，在夏季較多泳客使用此站。

## 歷史
在1924年（大正13年）江若鐵道堅田站至和邇站之間開通，此站啟用。江若鐵道在1969年（昭和44年）10月31日結束營業，車站在翌日11月1日廢除。

### 年表
- 1924年（大正13年）4月1日：江若鐵道堅田至和邇（日语：和邇駅 (江若鉄道)）之間開通，此站啟用。當時車站位於滋賀郡真野村（日语：真野村 (滋賀県)）[3][4]。
- 1969年（昭和44年）11月1日：車站被廢除[3]。

## 車站構造
真野站內設有客運和貨運業務（一般車站）。此站設有列車交會設備。站內設有2面2線客運專用相對式月台。此站也設有側線。

## 使用狀況
以下為開業起數年之間的一年上下車人次和貨物起卸量：
| 一年客量和貨物起卸量： | 一年客量和貨物起卸量： | 一年客量和貨物起卸量： | 一年客量和貨物起卸量： | 一年客量和貨物起卸量： | 一年客量和貨物起卸量： |
| 年                     | 旅客                   | 旅客                   | 貨物                   | 貨物                   | 參考資料               |
| 年                     | 乘車                   | 下車                   | 發送                   | 到達                   | 參考資料               |
| ---------------------- | ---------------------- | ---------------------- | ---------------------- | ---------------------- | ---------------------- |
| 1924年                 | 19,499人               | 10,572人               | 179公噸                | 19公噸                 | [ 8 ]                  |
| 1931年                 | 34,579人               | 33,686人               | 242公噸                | 367公噸                | [ 9 ]                  |
| 1934年                 | 31,824人               | 30,859人               | 302公噸                | 399公噸                | [ 10 ]                 |
| 1935年                 | 29,746人               | 28,197人               | 133公噸                | 405公噸                | [ 11 ]                 |
| 1936年                 | 32,647人               | 31,365人               | 123公噸                | 323公噸                | [ 12 ]                 |

## 車站周邊
車站鄰近琵琶湖真野濱泳灘。該泳灘在1931年（昭和6年）由太湖汽船開設，在夏季會有許多泳客使用此站。車站周邊都是松林，沿線較少民居。
在車站廢除後，此站與附近路軌遺址變成了湖西線的用地，已經看不見此站的痕跡。此站附近與北邊一帶隨著湖西線開業而發展「琵琶湖Rosetown」，該處開始建造許多住宅。在1988年（昭和63年），其中一個發展項目是在此站遺址附近處建設湖西線小野站（在堅田至和邇之間）。

## 相鄰車站
江若鐵道
江若鐵道線
堅田－真野－和邇

## 注腳
1. 1 2 3 4 5  江若鉄道の思い出，第52頁.
2. ↑  江若鉄道の思い出，第124頁.
3. 1 2 3  今尾 2008，第31–32頁.
4. ↑  「地方鉄道運輸開始」《官報》1924年4月8日（國立國會圖書館數碼化資料）
5. 1 2  竹内 1967.
6. 1 2  寺田 2010，第10頁.
7. ↑  レイル，第79頁.
8. ↑  《滋賀縣統計全書》大正13年版（國立國會圖書館數碼化資料）
9. ↑  《滋賀縣統計全書》昭和6年版（國立國會圖書館數碼化資料）
10. ↑  《滋賀縣統計全書》昭和9年版（國立國會圖書館數碼化資料）
11. ↑  《滋賀縣統計全書》昭和10年版（國立國會圖書館數碼化資料）
12. ↑  《滋賀縣統計全書》昭和11年版（國立國會圖書館數碼化資料）
13. 1 2  レイル，第82頁.
14. ↑  レイル，第81頁.
15. ↑  吉田 1998，第187頁.
16. ↑  江若鉄道の思い出，第53頁.

## 相關項目
- 日本鐵路車站列表 Ma